# Клазоменская вазопись
Клазоменская вазопись — локальная разновидность вазописи Древней Греции, относящаяся к вазописи Восточной Греции.
Самой ранней группой в клазоменской вазописи является группа Борисфен, к которой относятся кратер, обнаруженный Владимиром Лапиным в Борисфене на острове Березань близ устья Днепра в Чёрном море. К группе также относятся фрагменты из Борисфена и Ольвии. Существовала 20—15 лет после 580-х годов до н. э. в одно время с среднекоринфским стилем. Её сменила в 560-е годы до н. э. группа Тюбинген.
К середине VI века до н. э. (ок. 550–530 до н. э.) художественные мастерские Клазомен производили преимущественно амфоры и гидрии, троеручные кувшины, а также крупные чаши. На них изображались большие угловатые фигуры. Сосуды были грубой отделки. Популярными мотивами были танцующие женщины и животные. 